# هاتر المجنون
جيرفيس تتش هو شخصية وهمية تابعة لل عالم دي سي كوميكس . تم إنشاؤه بواسطة بوب كين وبيل فينغر ، ويظهر لأول مرة في فيلم باتمان comic رقم 49 عام 1948 . وسوف تتناسب مع جنون حتر (جنون حتر في النص الأصلي).

## سيرة خيالية
جيرفيس تيتش هو مجرم مهووس بمغامرات أليس في بلاد العجائب . كان كارترًا محترفًا، وأقنع نفسه بأنه كان «جنون حتر» الذي وصفه لويس كارول وتعهد بخطف العديد من الفتيات المراهقات لجعلها أليس. في الواقع، كان يعمل في تجارة الرقيق الأبيض. كما أنه مهووس بالأمواج الكهرومغناطيسية، قام بتطوير نموذج أولي من أجهزة إرسال الميكروويف ألفا التي يمكنها التحكم في الموجات الدماغية لأولئك الذين يلصقون الآلة بالرأس. The Mad Hatter تستمد بلا كلل من عالم لويس كارول لتطوير أعماله السيئة. لا يزال يعود إلى زنزانته في أركهام اللجوء .